# Marie Černá
Marie Černá (20. srpna 1920 – ???) byla česká a československá politička Komunistické strany Československa a poúnorová poslankyně Národního shromáždění ČSR.

## Biografie
Ve volbách roku 1954 byla zvolena za KSČ do Národního shromáždění ve volebním obvodu Plzeň. V parlamentu setrvala až do konce funkčního období, tedy do voleb roku 1960. K roku 1954 se profesně uvádí jako dělnice v Chlumčanských keramických závodech.
12. sjezd KSČ ji zvolil za kandidátku Ústředního výboru Komunistické strany Československa.